# FMA I.Ae. 31
Die FMA I.Ae. 31 Colibrí war ein Schulflugzeug des argentinischen Herstellers Fábrica Militar de Aviones.

## Geschichte
Die Colibrí war das erste Zivilflugzeug, das nach dem Zweiten Weltkrieg in Argentinien entwickelt wurde. Die Entwicklungsarbeiten eines Teams des Instituto Aerotécnico unter der Leitung des französischen Ingenieurs Émile Dewoitine begannen im Jahre 1946. Ziel war es, ein leichtes universell einsetzbares Schulflugzeug für die argentinischen Fliegerclubs zu entwerfen. Bei der Entwicklung orientierte man sich im Wesentlichen an der FMA Ae.C.3G. Am 18. September 1947 startete der Prototyp zu seinem Erstflug. Eine Serienproduktion erfolgte jedoch nicht.

## Konstruktion

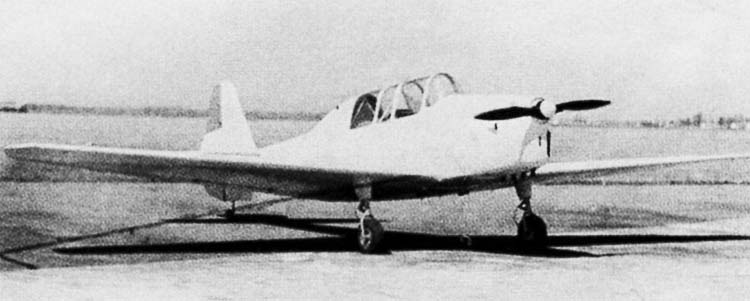
Eine Colibrí mit geschlossenem Cockpithinterteil

Die Maschine war ein zweisitziger Tiefdecker mit geschlossenem Tandemcockpit. Vom Cockpit gab es zwei Ausführungen, entweder vollständig verglast oder hinter dem Rücksitz geschlossen. Der Rumpf bestand aus einer Stahlrohrkonstruktion und war, wie auch die aus einer Holzkonstruktion bestehenden Tragflächen, mit Stoff bespannt. Angetrieben wurde das Flugzeug durch einen Blackburn-Cirrus-Major-3-Kolbenmotor mit 115 kW und verfügte über ein festes Spornradfahrwerk. Ein nach dem Erstflug erkannter Konstruktionsfehler des Hecks wurde ab dem zweiten Prototyp behoben. Eine Maschine wurde versuchsweise mit einem De-Havilland-Gipsy-Motor ausgestattet.

## Technische Daten
| Kenngröße             | Daten                                               |
| --------------------- | --------------------------------------------------- |
| Besatzung             | 2                                                   |
| Länge                 | 7,95 m                                              |
| Spannweite            | 10,37 m                                             |
| Höhe                  | 1,90 m                                              |
| Flügelfläche          | 16 m²                                               |
| Leermasse             | 635 kg                                              |
| max. Startmasse       | 916 kg                                              |
| Reisegeschwindigkeit  | 210 km/h                                            |
| Höchstgeschwindigkeit | 240 km/h                                            |
| Dienstgipfelhöhe      | 6.500 m                                             |
| Reichweite            | ? km                                                |
| Triebwerke            | 1 × Blackburn-Cirrus-Major-3-Kolbenmotor mit 115 kW |